# Pahasaari (ö i Birkaland, Övre Birkaland)
Pahasaari är en ö i Finland. Den ligger i sjön Ruovesi och i kommunen Ruovesi i den ekonomiska regionen  Övre Birkalands ekonomiska region  och landskapet Birkaland, i den södra delen av landet, 210 km norr om huvudstaden Helsingfors. Öns area är 1,9 hektar och dess största längd är 270 meter i sydöst-nordvästlig riktning.